# Nikola Reinartz
Nikola Reinartz (auch Nikolaus) (* 6. Dezember 1874 in Kall-Heistert; † 4. August 1954 in Kreuzweingarten) war ein katholischer Geistlicher und Heimatforscher.

## Leben

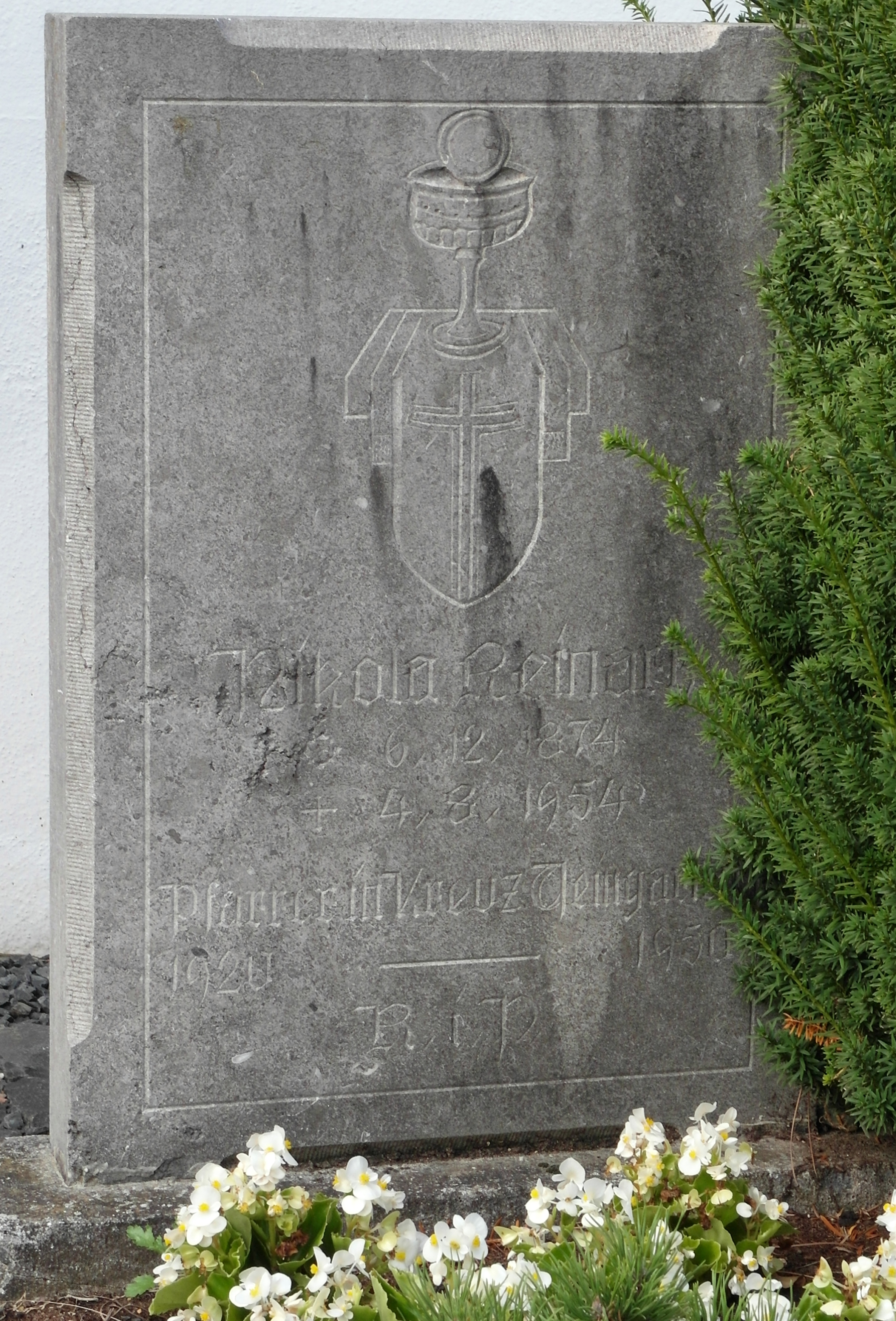
Reinartz’ Grab auf dem Friedhof von Kreuzweingarten

Reinartz war Sohn des Gutsbesitzers Adam Heinrich Reinartz und seiner Gattin Gertrud Pünder. Nach Schulbesuch in Schleiden, Bad Münstereifel und Neuss begann er in Innsbruck Theologie zu studieren. Am 15. August 1899 empfing er in Köln die Priesterweihe durch den damaligen Weihbischof und späteren Kardinal Anton Fischer. Seine erste Kaplanstelle hatte er in Brühl. Am 25. April 1920 wurde er als Pfarrer von Kreuzweingarten eingeführt.

## Heimatforscher
Schon früh interessierte er sich für die Geschichte seiner Heimat. Im Laufe der Zeit veröffentlichte er zahlreiche Artikel in Zeitungen und Zeitschriften. Ein Großteil beschäftigt sich mit Geschichte des Ortes Kreuzweingarten. Sein Name ist mit der Auffindung der Kreuzgangfenster der Abtei Steinfeld verbunden. Sie waren während der französischen Revolution nach England verkauft worden. Als er 1908 anlässlich des eucharistischen Weltkongresses nach London reiste, forschte er nach den verschwundenen Fenstern und fand sie in der Schlosskapelle eines Adeligen. Sie befinden sich heute größtenteils im Victoria and Albert Museum.
Durch seine Bemühungen erhielt der Ort Weingarten 1927 den Namen Kreuzweingarten. In Kreuzweingarten und in seinem Geburtsort Kall-Heistert sind Straßen nach ihm benannt.

## Veröffentlichungen (Auswahl)
Themenbereiche seiner zahlreichen Veröffentlichungen waren die Geschichte und Archäologie Kreuzweingartens, Steinfeld und die Steinfelder Fenster, die Geschichte Eifeler Familien und die Heimatforschung:
- Die alten Glasgemälde im Kreuzgange der Abtei Steinfeld in der Eifel. Eine Entdeckungsgeschichte. In: Eifelvereinsblatt. Nr. 12, Mitte Dezember 1910, S. 311–314.
- Der Römerkanal bei Kreuzweingarten und seine Erforschung. In: Eifelvereinsblatt. Nr. 6, Juni 1924. S. 51.
- Die alten Glasgemälde aus dem Kreuzgang der Abtei Steinfeld. In: Eifelverein (Hrsg.): Eifelkalender 1930. S. 80–83.
- Zwei Förderinnen katholischer Jugenderziehung im Eifellande, Mechtild Dahmen 1717–1801 und M. Elisabeth Dahmen 1720–1799. In: Unsere Heimat, Euskirchener Land im Wandel der Zeit. Nr. 8, 1931, S. 89–95; Nr. 9, 1932, S. 9 ff.
- Der Ringwall von Kreuzweingarten. Das älteste Baudenkmal des Kreises Euskirchen. In: Euskirchener Volksblatt. Nr. 24, 30. Januar 1932.
- Die Pfarrkirche von Kreuzweingarten in ihrer Erneuerung 1922-1932. Sonderdruck Volksblatt-Verlag, Euskirchen 1932.
- Stolzenburg und Dalbenden. In: Mitteilungen der Westdeutschen Gesellschaft für Familienkunde e.V. Band XIII, 1940–1944, Köln 1956, Spalte 25–32.
- Die „Krummel“ von Nechtersheim, ein Eifeler Rittergeschlecht. In: Annalen des Historischen Vereins für den Niederrhein. Heft 139, Verlag von L. Schwann, Düsseldorf 1941, S. 1–72.
- Matthias Pfleumer in Zingsheim, ein reformeifriger Eifelpfarrer (1700–1712) (= Heinrich Schiffers (Hrsg.): Veröffentlichungen des Bischöflichen Diözesanarchivs Aachen. 14. Band). Aachen 1952.
- Zwei Eifeler Bergweistümer des Jülicher Wildbanns Kall und der Grafschaft Schleiden. In: Annalen des Historischen Vereins für den Niederrhein. Heft 151/152. 1952, S. 350–370.